# Museu Judaico de Casablanca
O Museu Judaico de Casablanca (em francês:  Musée du Judaïsme Marocain de Casablanca; em árabe: متحف البيضاء المغربية اليهودية) é um museu dedicado a preservar a memória das diversas comunidades judaicas que viveram em Marrocos. É o único museu judaico que se encontra atualmente num país do Mundo Árabe. O museu dá a conhecer mais de 2000 anos de história e tradições dos judeus marroquinos.
O museu foi inaugurado em 1996, e situa-se em Casablanca. Entre as suas coleções há objetos como mezuzot, pergaminhos da Torá, bancos de sinagogas, menorot, moedas cunhadas com inscrições em língua hebraica, livros e placas escritas en judaico-árabe marroquino, haquitia e judeu-berbere, trajes nupciais e outros usados em dias de festa tradicional, fotografias e vídeos das diversas comunidades judaicas de Marrocos.
O museu foi fundado por Simon Levy (1934-2011), antigo professor na Universidade de Rabat e fundador da Fundação para a Preservação da Cultura Judaica Marroquina O edifício, com 700 metros quadrados de exposição, tem um grande salão multiusos e outras três salas menores.

## Galeria

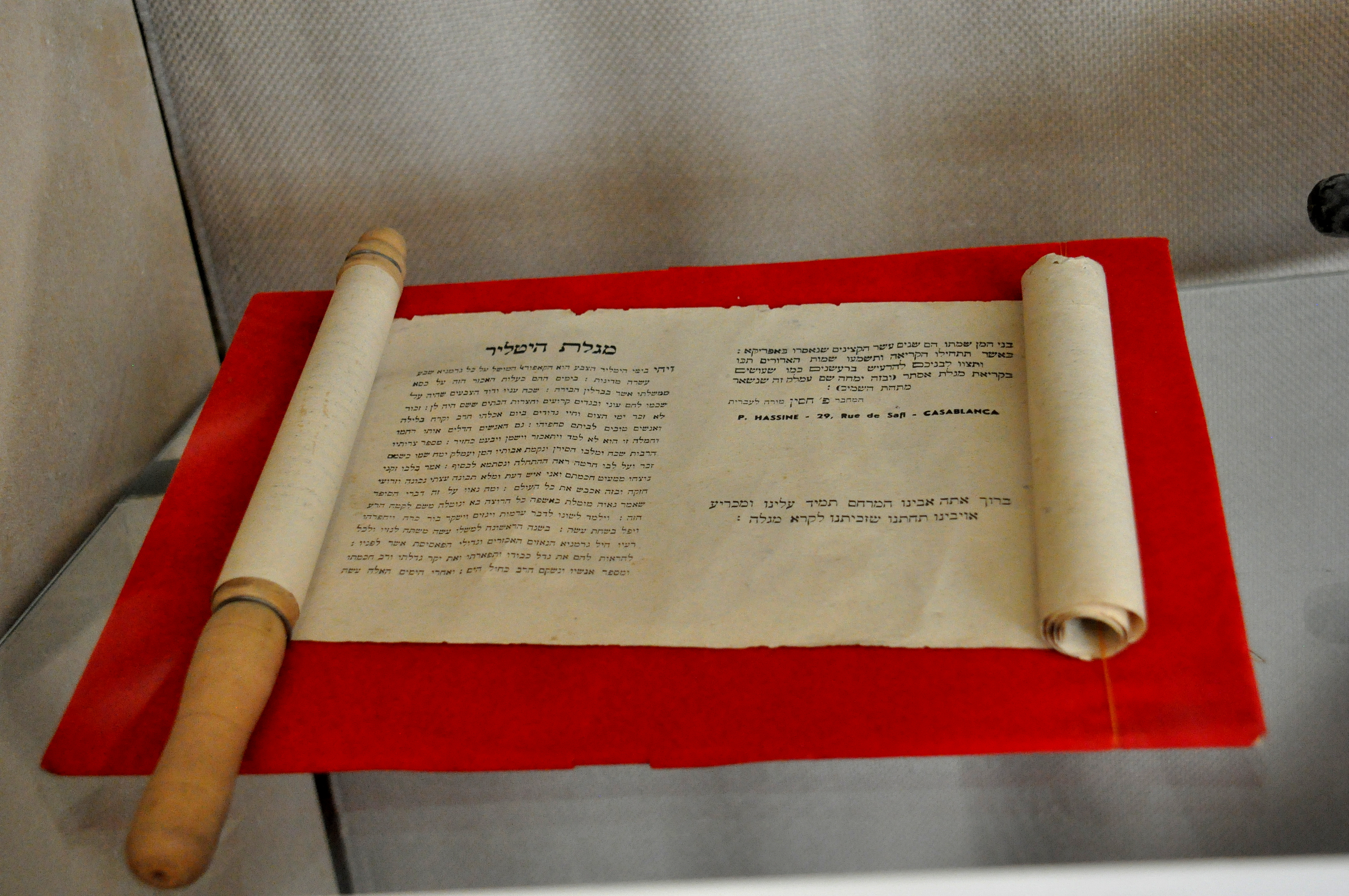
Megillah, Megillat-Hitler
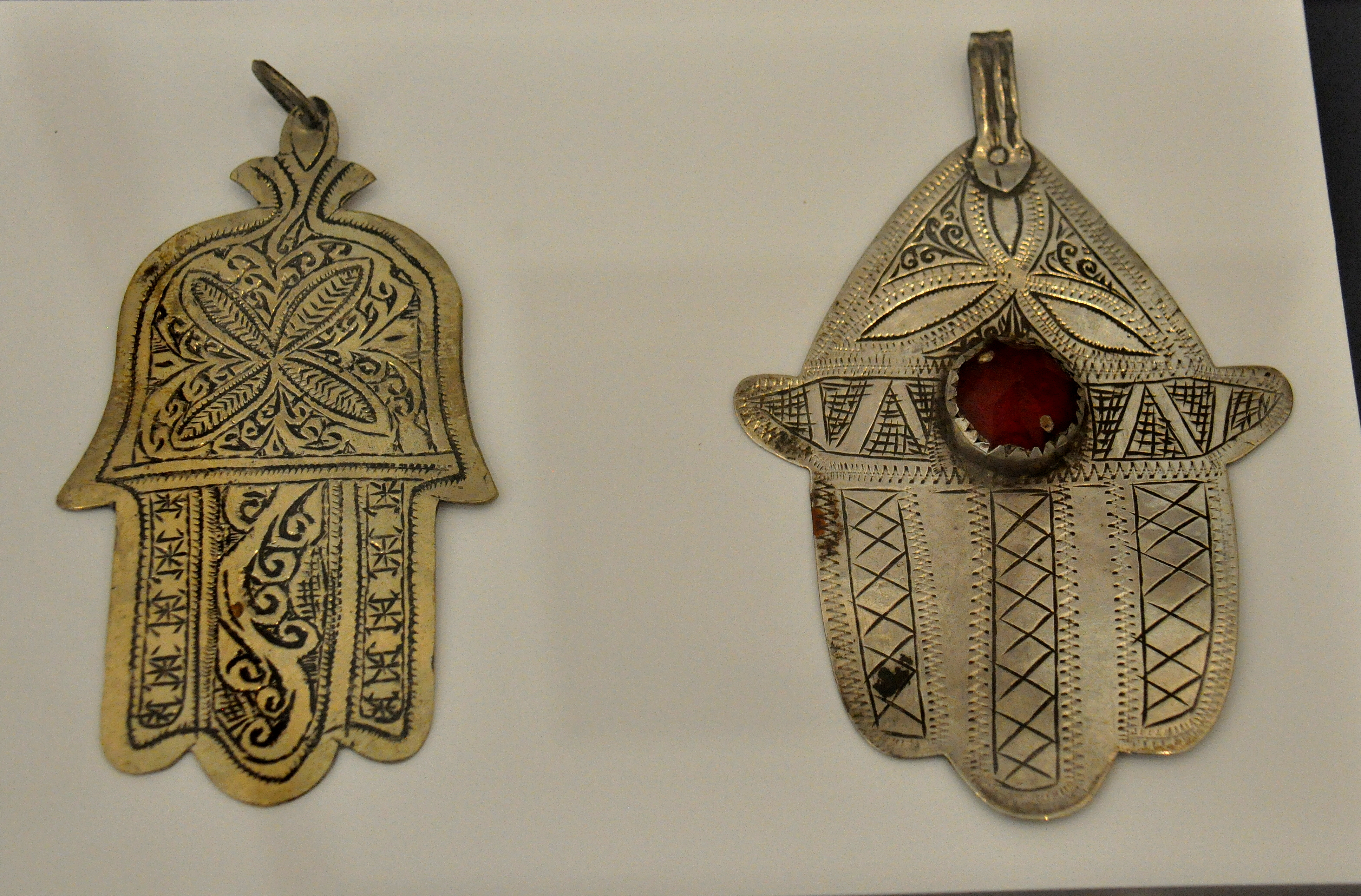
Peças de joalharia
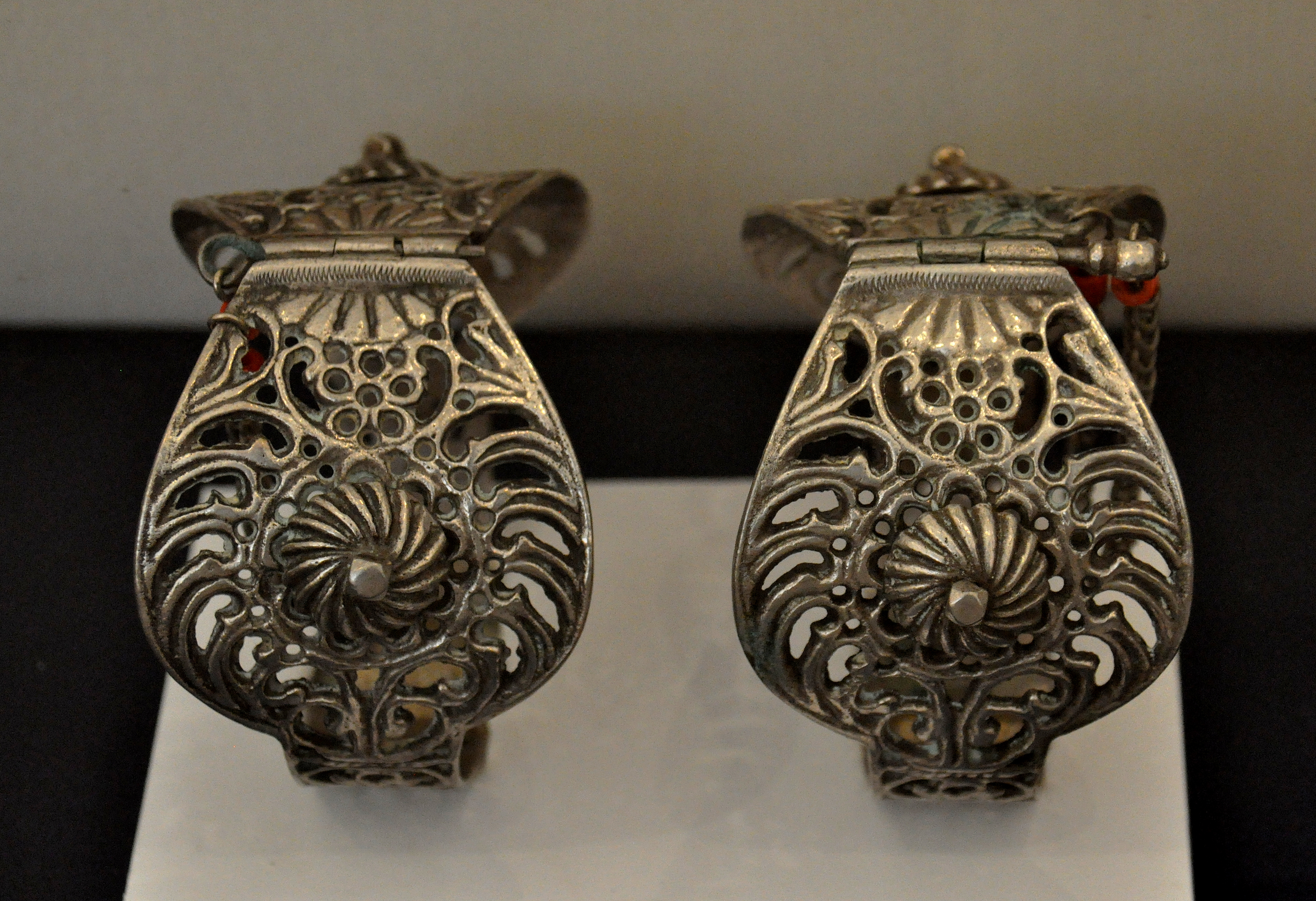
Peças de joalharia
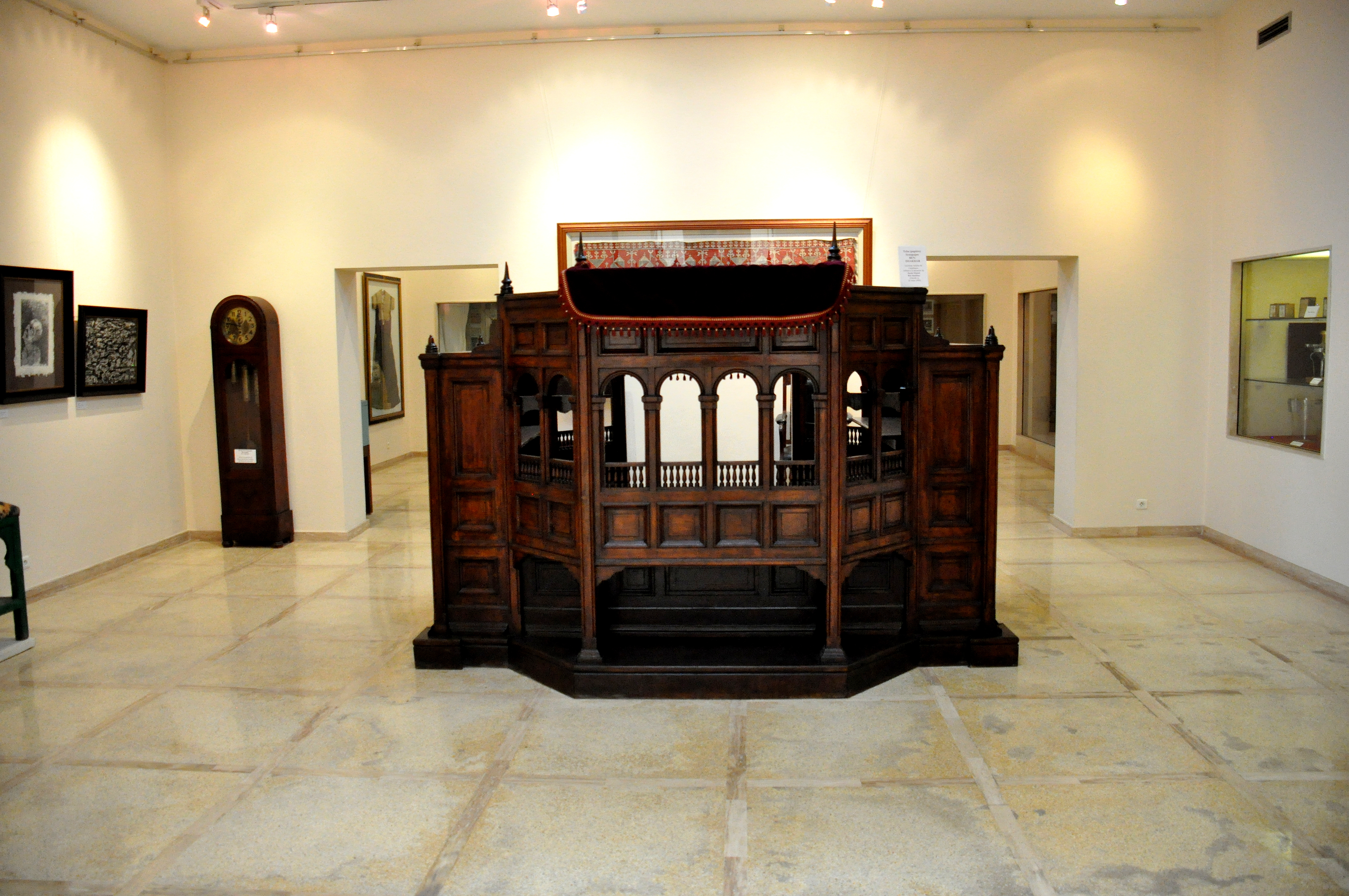
One of the halls at the Moroccan Jewish Museum, Casablanca
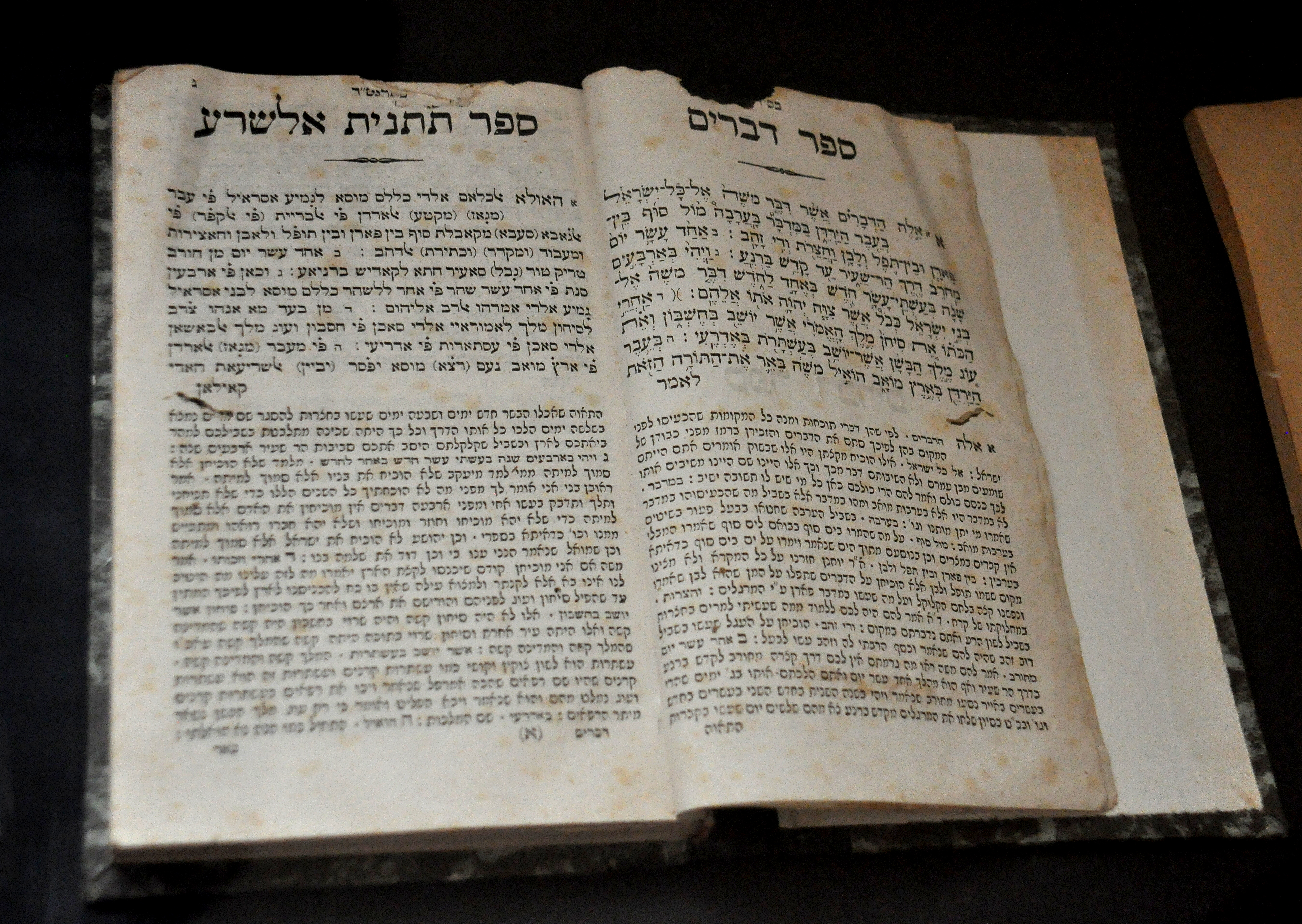
Livro do Deuteronómio, Debarim. Hebraico com tradução para judaico-árabe, transcr. em cartas em hebraico, 1894
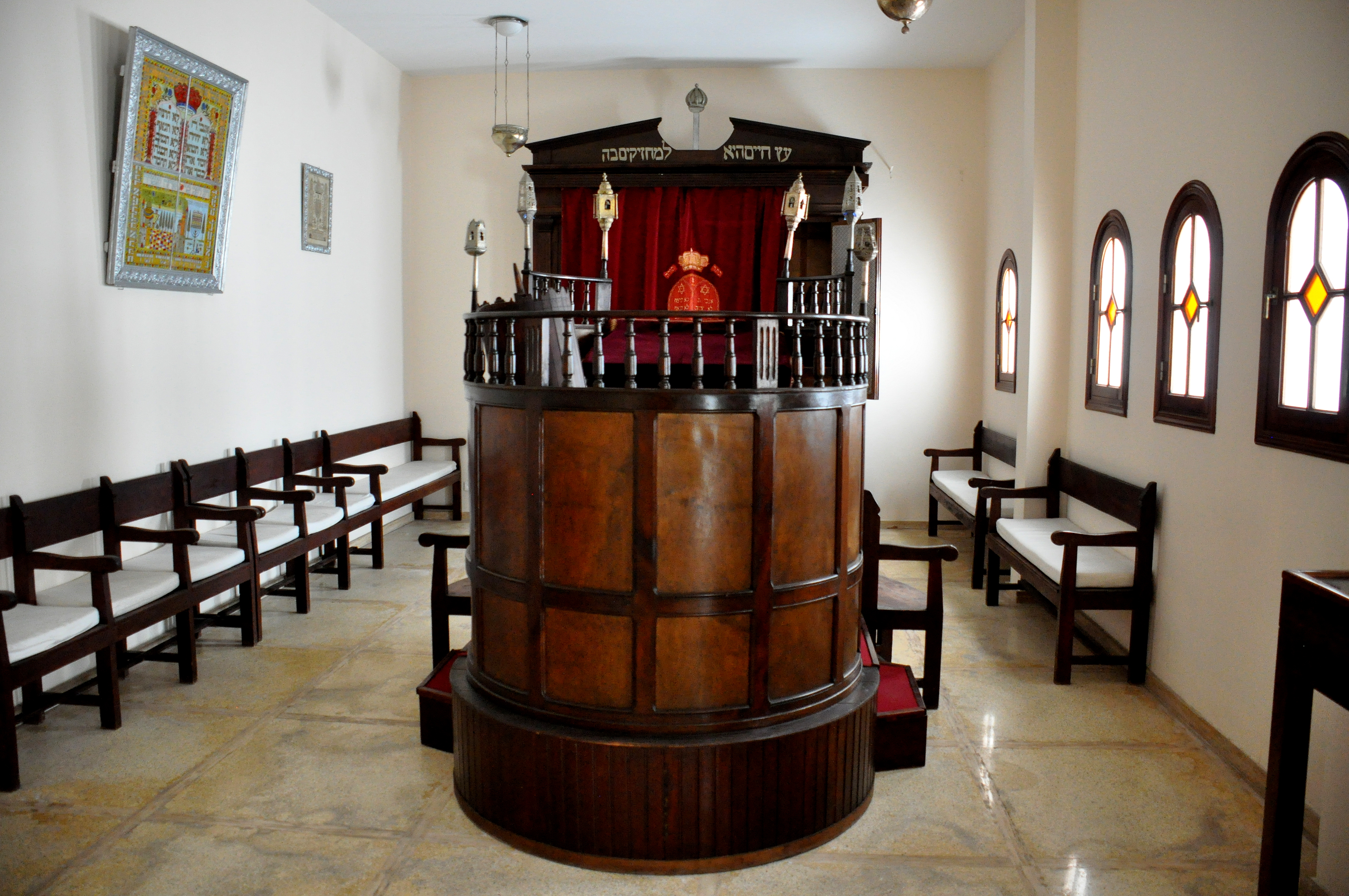
Uma das salas
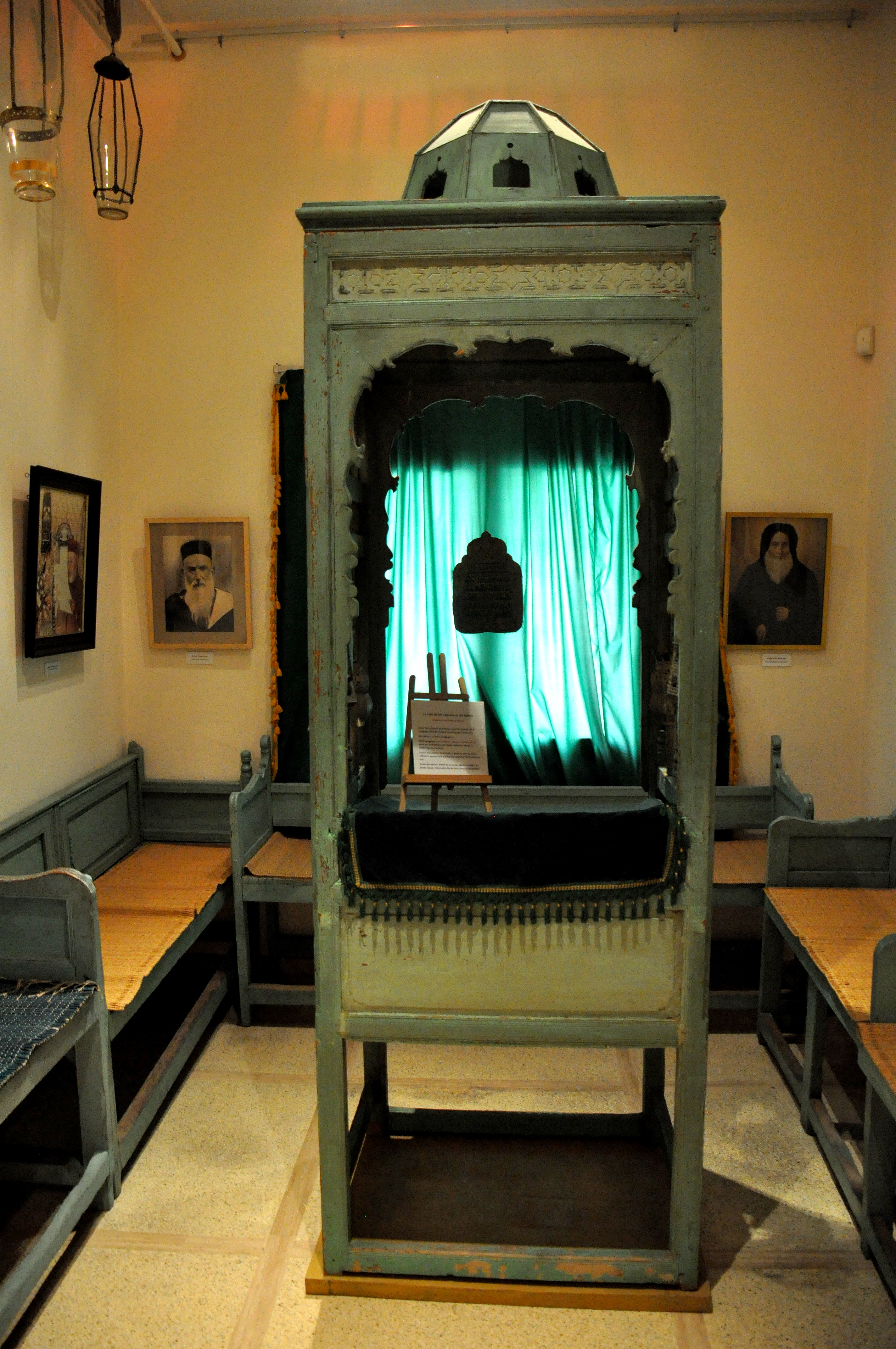
Uma das salas do museu
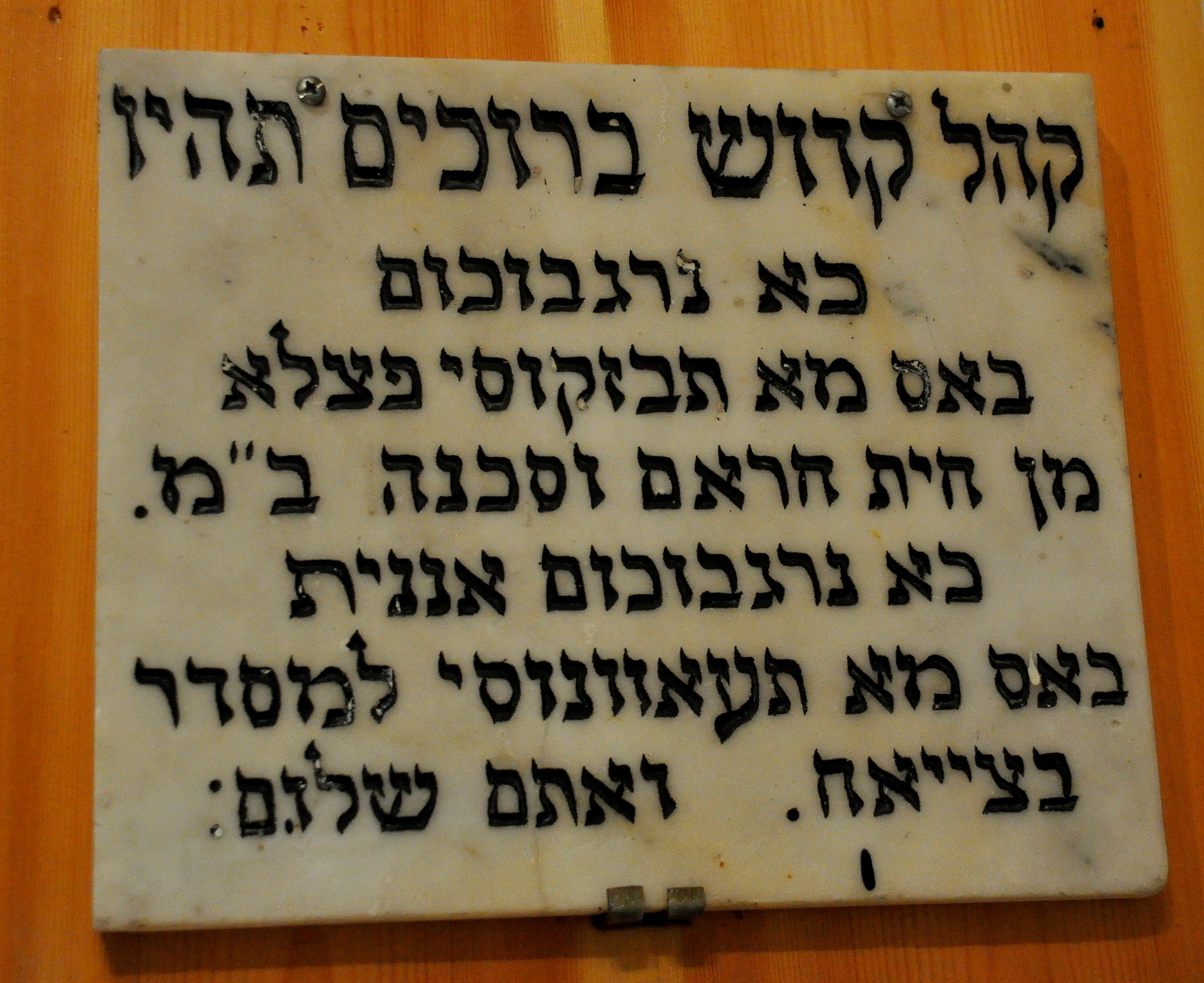
Placa que indica o que fazer na sinagoga durante o tempo de oração